# Laura Pausini
Laura Alice Rossella Pausini, znana kot Laura Pausini (16. maj 1974, Faenza, Italija), je italijanskapevka in televizijska osebnost.

## Življenjepis
Laura Pausini je rojena v Faenzi, mestecu na severu Italije. Odrasla je mestu Solaro""lo. Peti j"e" začela v pianobaru z očetom Fabrizijem, glasbenikom in pevcem v svojem osm"em" letu sta"ros"ti. Ko je dopolnila dvanajst le jeizdala svojo prvo pesem I Sogni  Di Laura (Laurine sanje). Podpisala je svojo prvo profesionalno pogodbo z Warner  Musicom  in hitro izdala svoj prvi profesionalni album,Laura Pausini(1993). Laura je dožive a  elik uspeh  v Italiji in tudi v franciji.Drugi album,Laura, je izdala leto kasneje inadoaivela toliknspeh  daji sveta naj pkusojit šnski iatoameri  trg. In skratka uspela je osvojit to področje z uspešnicami kot so Non ce (Ne obstaja,ni ga)ali Se Fue(Odšel je).
Njena pes"m The Erisposta" e je postala podlaga za film Pokem  katera tema je bila Pokemon svet.2002 leta je izdala prvi album v angleškem jeziku,From the inside(Odznotraj). Z uspešnico Surrender je zasedla prvo mesto Billboardove Dance lestvice. Tudi drugi singl v angleščini, If That's Love (Če je to ljubezen), je zasedel isto mesto te iste lestvice. Prodala je več kot 45 milijonov kopij pesmi po celem svetu in več kot 160 platinastih, ter en diamantni album, in to je naredila s samo sedemnajstletno kariero.

## Nagrade
V svoji karieri je pridobil nekaj najpomembnejših mednarodnih priznanj. Osvojil je vse najpomembnejše nagrade na glasbenem področju: ima dve udeležbi na festivalu Sanremo (1993 in 1994), ki se je končala s stopničkami in zmago. Leta 2006 je prejela naziv Commendatore Italijanske republike in leta 2013 naziv Ambassador Emilije-Romanje v svetu (regije v kateri je bila rojena). Na mednarodnem prizorišču pa je med najpomembnejšimi osvojil šest World Music Awards, dve Billboard Music Awards, pet Ascap Music Awards, štiri nagrade na festivalu Viña del Mar, štiri Premio Lo Nuestro, eno nagrado Grammy (2006), štiri nagrade Latin Grammy (2005, 2007, 2009, 2018 in leta 2023 kot osebnost leta), leta 2021 nagrada Satellite, Zlati Globus in italijanski Srebrni Trak. Leta 2013 in 2014 je prejela nagrado "Celebrity Star" na Paseo de las Estrellas v Tijuani (od koder je prejela tudi ključe mesta kot častna meščanka) in na Pločniku slavnih v Moskvi. Leta 2016 je bila nominirana za Nagrade Emmy za sodelovanje v šovu talentov "La banda", medtem ko je bila leta 2021 nominirana za nagrade Critics' Choice Awards, nagrade Oskar in Donatellov David za pesem "Io Sì (Seen)", zvočni posnetek filma "La vita davanti a sé (The life ahead)", v katerem igra Sophia Loren.

## Albumi
1993 - Laura Pausini (italijanska verzija)
1994 - Laura (italijanska verzija)
1994 - Laura Pausini (španska verzija)
1996 - Le Cose Che Vivi(italijanska verzija)/Las Cosas Que Vives(španska verzija)
1998 - La Mia Risposta (italijanska verzija)/Mi Respuesta(španska verzija)
2000 - Tra Te E Il Mare(italijanska verzija)/  EntreTu Y Mil Mares(španska verzija)
2001 - The Best Of:E Ritmo Da Te(italijanska verzija)
2002 - From the Inside
2004 - Resta in Ascolto
2008 - Primavera in anticipo
2011 - Inedito
2013 - The Greatest Hits
2015 - Simili
2016 - Laura Xmas
2018 - Fatti sentire